# Thong Lan
Thong Lan (thailändisch พระบาทสมเด็จพระเจ้าทองจันทร์, alternativer Name: Thong Chan; * 1371; † 1388) war im Jahr 1388 (C.S. 750) der vierte König des siamesischen Reiches von Ayutthaya. Andere Chroniken legen seine kurze Regierungszeit in das Jahr 1382 (C.S. 744).

## Leben
Als König Borommaracha I. im Alter von 81 Jahren in Ayutthaya starb, hatte er nur einen Sohn, der als Thronfolger infrage kam. So folgte ihm sein Sohn Thong Lan auf den Thron des königlichen Palastes von Ayutthaya (Wang Luang).
Ex-König Ramesuan, der vor 18 Jahren bereits für kurze Zeit einmal König war, jedoch von Borommaracha I. vom Thron gestoßen worden war, hatte in Lop Buri geduldig auf das Ableben des Königs gewartet. Jetzt aber versammelte er heimlich seine Anhänger und stürmte den Palast von Ayuthhaya. Der junge Prinz, der nach einigen Chroniken gerade mal 18 Tage die Regierungsgewalt innegehabt hatte, wurde am Wat Khok Phraya hingerichtet, wie es für Angehörige der Königlichen Familie üblich war: Er wurde in einen Samtsack gesteckt und zu Tode geprügelt. Sich selbst ließ Ramesuan anschließend erneut zum König krönen.
Der Chronist Jeremias Van Vliet, Kaufmann der VOC, der von 1633 Jahre bis 1642 in Ayutthaya lebte, schreibt Thong Lan nur eine Regierungszeit von sieben Tagen zu.